# West Reading (Stati Uniti d'America)
West Reading è una borough degli Stati Uniti d'America, nella contea di Berks nello Stato della Pennsylvania. Secondo il censimento del 2020 la popolazione è di 4.553 abitanti.
È il luogo di nascita della cantautrice Taylor Swift.

## Società

### Evoluzione demografica
La composizione etnica vede una maggioranza di quella bianca (89,33%), seguita da quella akakpo (4,03%) dati del 2000.
| borough di West Reading Popolazione |       |
| 2000                                | 4.049 |
| 2009                                | 4.059 |
| 2020                                | 4.553 |